# 杨所修
楊所修（？—1641年），字脩白，河南汝宁府光州商城县人，民籍。明朝末年政治人物，魏忠贤党人。历官左副都御史。

## 生平
河南鄉試第十一名，萬曆三十八年（1610年）庚戌科三甲七十九名進士。授渭南知县，在任六年，擢升兵科給事中。天启三年（1623年）復除工科给事中，巡视厂库，五年升禮科右給事中，本年五月升工科左，投靠魏忠贤，以門戶劾翰林院簡討姚希孟，又言南京光祿寺卿游漢龍依草附木，廁足卿寺，並賜議處。七月巡视太仓银库，六年二月升吏科都給事中，巡视京营，七年八月以大工加恩，加升都察院右副都御史、照旧管事。崇禎帝清算閹黨，所修上书攻击崔呈秀，意圖為自己脫罪，卻遭到崔呈秀脅迫，只好又教唆陳爾翼替崔呈秀上书辩护，最后以“结交近侍”罪名被撤职。
崇祯十四年（1641年），张献忠大军攻商城县城，杨所修协助知县守城，城破被抓，“大骂而死”。

## 家族
曾祖楊愛。祖父楊壯。父楊惟鉞。母王氏。具慶下。